# 華盛頓鎮區 (堪薩斯州傑克遜縣)
華盛頓鎮區（英語：Washington Township）為美國堪薩斯州傑克遜縣轄下的鎮區。2010年美国人口普查中此鎮區人口有582人。

## 地理
華盛頓鎮區涵蓋總面積為139.3平方（53.79平方英里），其中陸地面積為139.1平方（53.72平方英里），水域面積為0.18平方（0.07平方英里）或0.13%。海拔高度310（1,020英尺）。

## 人口統計
根據2010年美國人口普查，華盛頓鎮區人口有582人，其中男性有276人，女性有306人，人口密度為每平方公里4.18人，住房計200戶。鎮區內的白人有535人，非裔美國人有0人，美洲原住民有34人，亞裔美國人有0人，太平洋島裔美國人有0人，其他種族有4人，混血種族則有9人。此外鎮區內有26人為西班牙裔或拉丁裔美國人。此鎮區之年齡中位數為31.8歲，而男性年齡中位數為33.7歲，女性年齡中位數為29.4歲。